# Simon Elisor
Simon Elisor (Périgneux, 22 luglio 1999) è un calciatore francese, attaccante del Famalicão.

## Carriera
Cresciuto nelle giovanili dell'Istres, ha esordito in Championnat National 3 nel 2017.
Nell'estate 2019 si è trasferito all'Ajaccio.
Il debutto con i francesi arriva il 29 agosto 2020, nel match di Ligue 2 perso per 1-0 contro il Caen.
Nel febbraio 2021 si trasferisce al Sète, firmando un contratto fino al termine della stagione.
L'11 luglio 2022 sigla un contratto quadriennale con i belgi del Seraing. Il 5 gennaio 2023 è stato prestato al Laval in Ligue 2.
Nell'estate 2023 si trasferisce al Metz, con cui firma un contratto triennale.
L'11 gennaio 2024 viene ceduto in prestito al Troyes.
A fine prestito fa ritorno al Metz, con cui milita sino al 22 gennaio 2025, giorno in cui viene ceduto (sempre in prestito) al Famalicão.

## Statistiche

### Presenze e reti nei club
Statistiche aggiornate al 16 maggio 2025.
| Stagione         | Squadra          | Campionato       | Campionato | Campionato | Coppe nazionali | Coppe nazionali | Coppe nazionali | Coppe continentali | Coppe continentali | Coppe continentali | Altre coppe | Altre coppe | Altre coppe | Totale | Totale | Totale |
| Stagione         | Squadra          | Comp             | Pres       | Reti       | Comp            | Pres            | Reti            | Comp               | Pres               | Reti               | Comp        | Pres        | Reti        | Pres   | Reti   |        |
| ---------------- | ---------------- | ---------------- | ---------- | ---------- | --------------- | --------------- | --------------- | ------------------ | ------------------ | ------------------ | ----------- | ----------- | ----------- | ------ | ------ | ------ |
| 2018-2019        | Istres           | N3               | 19         | 3          | CF              | 0               | 0               | -                  | -                  | -                  | -           | -           | -           | 19     | 3      |        |
| 2019-2020        | Ajaccio 2        | N3               | 16         | 4          | -               | -               | -               | -                  | -                  | -                  | -           | -           | -           | 16     | 4      |        |
| 2020-gen. 2021   | Ajaccio 2        | N3               | 1          | 1          | -               | -               | -               | -                  | -                  | -                  | -           | -           | -           | 1      | 1      |        |
| Totale Ajaccio 2 | Totale Ajaccio 2 | Totale Ajaccio 2 | 17         | 5          |                 | -               | -               |                    | -                  | -                  |             | -           | -           | 17     | 5      |        |
| 2020-gen. 2021   | Ajaccio          | L2               | 10         | 1          | CF              | 1               | 0               | -                  | -                  | -                  | -           | -           | -           | 11     | 1      |        |
| gen.-giu. 2021   | Sète             | CN               | 8          | 0          | CF              | -               | -               | -                  | -                  | -                  | -           | -           | -           | 8      | 0      |        |
| 2021-2022        | Villefranche     | CN               | 34+2       | 17+1       | CF              | 3               | 4               | -                  | -                  | -                  | -           | -           | -           | 39     | 22     |        |
| 2022-gen. 2023   | Seraing          | PL               | 13         | 1          | CB              | 3               | 0               | -                  | -                  | -                  | -           | -           | -           | 16     | 1      |        |
| gen.-giu. 2023   | Laval            | L2               | 21         | 8          | CF              | -               | -               | -                  | -                  | -                  | -           | -           | -           | 21     | 8      |        |
| 2023-gen. 2024   | Metz             | L1               | 14         | 1          | CF              | 0               | 0               | -                  | -                  | -                  | -           | -           | -           | 14     | 1      |        |
| gen.-giu. 2024   | Troyes           | L2               | 18         | 6          | CF              | -               | -               | -                  | -                  | -                  | -           | -           | -           | 18     | 6      |        |
| 2024-gen. 2025   | Metz             | L2               | 9          | 0          | CF              | 2               | 1               | -                  | -                  | -                  | -           | -           | -           | 11     | 1      |        |
| Totale Metz      | Totale Metz      | Totale Metz      | 23         | 1          |                 | 2               | 1               |                    | -                  | -                  |             | -           | -           | 25     | 2      |        |
| gen.-giu. 2025   | Famalicão        | PL               | 15         | 4          | CP+CdL          | -               | -               | -                  | -                  | -                  | -           | -           | -           | 15     | 4      |        |
| Totale carriera  | Totale carriera  | Totale carriera  | 170        | 47         |                 | 9               | 5               |                    | -                  | -                  |             | -           | -           | 189    | 52     |        |